# یئوکسام-دونگ
یئوکسام-دونگ (به لاتین: Yeoksam-dong) یک منطقهٔ مسکونی در کره جنوبی است که در ناحیه گانگنام واقع شده‌است.